# 憨豆先生到鎮上
《憨豆先生到鎮上》（英語：Mr. Bean Goes to Town），是《憨豆先生》电视剧中的第四集，制片公司Tiger Aspect Productions、泰晤士电视（为ITV中部制作）。1991年10月15日首播于ITV。
本集是首次採用麗音廣播立體聲，並更新製作陣容，且第一次採用街道畫面作為片頭畫面。

## 內容

### 第一幕
憨豆買了電視機回家，並將天線和電視機安裝到家裡，並經過一些時間安裝電視機零件後才開得成，但看到的是雜訊。憨豆試圖帶著天線到各處，但沒有效果，直至憨豆將天線放在地上後，坐在一個離電視機死角的地方，電視才得播出，只要憨豆一看電視時，畫面又回到雜訊，無論試著什麼方法，或是換任何姿勢，還是一樣的結果。於是憨豆將身上的衣褲襪履全脫掉，並放在椅子上，但沒效果，甚至還拿電視機箱子遮羞，並將內褲脫下全裸後，才得看到電視。不久預付費電錶到期，憨豆家裡的電源完全被切斷。

### 第二幕
憨豆來到了巴特西公園，並帶他的即時成像相機在三個站立雕像自拍，但不滿意。正好遇到了一個路人（尼克·漢考克飾演），並叫他幫忙拍攝，路人叫他背對著相機拍攝後帶著相機跑了。憨豆不久也找到小偷，並用垃圾桶將他困住，還用鉛筆戳他，也叫警察（瑪蒂爾達·齊格勒飾演）過來看，但該小偷逃跑了。之後憨豆被警察帶去認小偷，憨豆卻認不出來，於是憨豆吩咐警察將那些疑犯蓋上垃圾桶，以便憨豆用鉛筆戳疑犯使他們叫，憨豆藉著他們的叫聲才得認出小偷。

### 第三幕
憨豆在路上腳癢，把鞋子放在一輛停泊的馬自達轎車上，車突然開走，憨豆因此光著單腳去到鞋店還想買一邊的皮鞋，但發現到同樣的車，於是憨豆截下該車拿回了鞋子。
晚上，憨豆利用身份證拍照機拍了自己頭部的背影，原來是要檢查背後的髮型。
之後在夜店「Club Phut」約到艾瑪（瑪蒂爾達·齊格勒分飾），兩人去看艾迪·斯潘格爾（艾倫·沙克森飾演）魔術表演。原本憨豆想舉手吩咐服務員，可是艾迪會錯意，並邀請他上台表演，艾迪變走了他的手錶，憨豆為了找回他的手錶，搞砸了台上的魔術，但憨豆找回手錶後，艾瑪因為憨豆搞砸魔術而氣得離開，憨豆為找回艾瑪而離場，艾迪在群眾的倒彩下氣得試圖找回憨豆卻找不回。
憨豆去到迪斯科後發現艾瑪，但艾瑪拒絕他並跟另一位男人（菲爾·尼斯飾演）跳舞，憨豆以各種方法趕走該男人並博回艾瑪的心，甚至將音樂改得很溫馨，發現到艾瑪和該男人緊抱在一起，憨豆失意得將該夜店總電源關掉之後離場。
片尾時，憨豆經過電視機售賣店，原本在播映的電視全因為憨豆路過而變成雜訊，在製作名單尾端時，憨豆即使伸手還是導致電視機出雜訊。

## 演員表
- 羅溫·艾金森 飾演 憨豆先生
- 尼克·漢考克（英语：Nick Hancock） 飾演 相機小偷
- 罗宾·德里斯科尔 飾演 警官
- 德思禮·麥克林登（英语：Dursley McLinden） 飾演 鞋店店販
- 瑪蒂爾達·齊格勒（英语：Matilda Ziegler） 飾演 女警、艾瑪·戈布[2]
- 艾倫·沙克森（英语：Alan Shaxon） 飾演 艾迪·斯潘格爾
- 茱莉亞·豪森 飾演 艾迪助理
- 理查德·馬坎吉洛（英语：Richard Marcangelo）、霍華德·古道爾（英语：Howard Goodall） 飾演 音樂人
- 馬克·汗、菲爾·尼斯（英语：Phil Nice） 飾演 夜店舞者